# گیراندازی پروتون
گیراندازی پروتون(به انگلیسی: Proton capture) یک واکنش هسته‌ای است که در آن یک هسته اتمی و یک یا چند پروتون با هم برخورد کرده و ادغام می‌شوند و هسته سنگین‌تری را تشکیل می‌دهند.
از آنجایی که پروتون‌ها بار الکتریکی مثبت دارند، توسط هسته که دارای بار مثبت است، به صورت الکترواستاتیکی، دفع می‌شوند؛ بنابراین، ورود پروتون‌ها به هسته در مقایسه با نوترون‌ها که فاقد بار هستند، دشوارتر است.
گیراندازی پروتون نقش مهمی در سنتز هسته‌ای کیهانی ایزوتوپ‌های غنی از پروتون دارد. این فرایند در ستاره‌ها می‌تواند از دو طریق پیش برود: به صورت سریع (Rp-process) یا آهسته (P-process).